# Primærrute 18
De Primærrute 18 is een hoofdweg in Denemarken. De weg loopt van Vejle via Herning naar Holstebro. De Primærrute 18 loopt over het schiereiland Jutland en is ongeveer 103 kilometer lang.

## Midtjyske Motorvej
Tussen Vejle en Herning verloopt de weg als Midtjyske Motorvej. In de toekomst moet ook de route tussen Herning en Holstebro worden uitgebouwd tot autosnelweg.